# 2016 en gymnastique
| Années de la gymnastique : 2013 - 2014 - 2015 - 2016 - 2017 - 2018 - 2019    |
| Décennies de la gymnastique : 1980 - 1990 - 2000 - 2010 - 2020 - 2030 - 2040 |

Les faits marquants de l'année 2016 en gymnastique

## Principaux rendez-vous
coupes du monde : Coupe du monde de gymnastique artistique 2016 - Coupe du monde de gymnastique rythmique 2016
- 31 mars au 3 avril 2016 : Championnats d'Europe de trampoline 2016 à Valladolid ( Espagne)
- 1er au 3 avril 2016 : Championnats du monde de gymnastique acrobatique 2016 à Putian ( Chine)
- 25 au 29 mai 2016 : Championnats d'Europe de gymnastique artistique masculine 2016 à Berne ( Suisse)
- 1er au 5 juin 2016 : Championnats d'Europe de gymnastique artistique féminine 2016 à Berne ( Suisse)
- 13 au 19 juin 2016 : Championnats du monde de gymnastique aérobic 2016 à Incheon ( Corée du Sud)
- 17 au 19 juin 2016 : Championnats d'Europe de gymnastique rythmique 2016 à Holon ( Israël)
- 5 au 21 août 2016 : Gymnastique aux Jeux olympiques d'été de 2016 à Rio de Janeiro ( Brésil)